# Košarkaški klub Proleter Zrenjanin
Il Košarkaški klub Proleter Zrenjanin è una società cestistica avente sede nella città di Zrenjanin, in Serbia.
Fondata nel 1947, disputa il campionato serbo.
Gioca le partite interne nella Sports Hall Smederevo, che ha una capacità di 2.800 spettatori.

## Palmarès
- YUBA liga: 1

1956